# Rejon Szahumian
Rejon Szahumian – jednostka podziału administracyjnego Republiki Górskiego Karabachu od 1991, a w latach 1923–1991 – Nagorno-Karabachskiego Obwodu Autonomicznego. Rejon Szahumian RGK poza rejonem Szahumian NKOA obejmował niemal cały rejon Kəlbəcər Azerbejdżanu.
Część ormiańskich mieszkańców tego regionu została wysiedlona w 1991 w ramach Operacji Krąg. Jednym z miast rejonu jest dawne uzdrowisko İstisu.